# Lijst van vegetarische organisaties
Dit is een lijst van vegetarische of veganistische organisaties. Zij hebben als doel vegetarisme of veganisme te bevorderen onder het algemeen publiek en om individuen en groepen die vegetarisme of veganisme bedrijven, bevorderen of aanbevelen te ondersteunen en met elkaar te verbinden.
Op wereldschaal zijn de International Vegetarian Union (IVU) en de Vegan World Alliance (VWA) de grootste koepelorganisaties.
| Naam (afkorting)                                     | Opgericht | Bediende regio          | Noten                                                                                         |
| ---------------------------------------------------- | --------- | ----------------------- | --------------------------------------------------------------------------------------------- |
| American Vegan Society (AVS)                         | 1960      | Verenigde Staten        |                                                                                               |
| American Vegetarian Association (AVA)                | 1850      | Verenigde Staten        | De eerste AVA bestond van 1850 tot 1861. De huidige AVA stamt uit 1999.                       |
| Associazione vegetariana italiana (AVI)              | 1952      | Italië                  |                                                                                               |
| Bite Back                                            | 2003      | België                  |                                                                                               |
| Christian Vegetarian Association (CVA)               | 1999      | Wereld                  | Opgericht in de Verenigde Staten                                                              |
| De Nederlandse Vegetariërsbond (NVB)                 | 1894      | Nederland               |                                                                                               |
| Earthsave                                            | 1988      | Verenigde Staten Canada |                                                                                               |
| Een Dier Een Vriend (EDEV)                           | 1998      | Nederland               |                                                                                               |
| Ethisch Vegetarisch Alternatief (EVA, nu ProVeg)     | 2000      | België                  |                                                                                               |
| European Vegetarian Union (EVU)                      | 1988      | Europese Unie           | Opgericht in Nederland, momenteel gevestigd in Zwitserland                                    |
| Hare Krishna Food for Life                           | 1974      | Wereld                  | Opgericht in India, momenteel gevestigd in Slovenië                                           |
| International Vegetarian Union (IVU)                 | 1908      | Wereld                  | Opgericht in Germany, momenteel gevestigd in het Verenigd Koninkrijk                          |
| Jewish Veg                                           | 1975      | Noord-Amerika           | Eerder bekend als Jewish Vegetarians of North America                                         |
| Movement for Compassionate Living (MCL)              | 1984      | Verenigd Koninkrijk     | Publiceert het kwartaalblad New Leaves                                                        |
| Nederlandse Vereniging voor Veganisme (NVV)          | 1978      | Nederland               | Eerder bekend als Veganistenkring en Vereniging Veganisten Organisatie                        |
| Peepal Farm                                          | 2014      | India                   |                                                                                               |
| People for the Ethical Treatment of Animals (PETA)   | 1980      | Wereld                  | Opgericht in de Verenigde Staten                                                              |
| Physicians Committee for Responsible Medicine (PCRM) | 1985      | Verenigde Staten        |                                                                                               |
| Plenty Food                                          | 2005      | Nederland               | Plenty Food ondersteunt plantaardige voedselprojecten in ontwikkelingslanden.                 |
| ProVeg International (inclusief ProVeg Nederland)    | 1892      | Wereld                  | De oudste afdeling, ProVeg Deutschland, werd in 1892 als Vegetarierbund Deutschland opgericht |
| Veganen Gesellschaft Deutschland                     |           | Duitsland               |                                                                                               |
| Swissveg                                             | 1993      | Zwitserland             | Bekend als Schweizerische Vereinigung für Vegetarismus tot 2014                               |
| The Vegan Society                                    | 1944      | Wereld                  | Opgericht in het Verenigd Koninkrijk                                                          |
| Tibetan Volunteers for Animals (TVA)                 | 2000      | China India             |                                                                                               |
| Toronto Vegetarian Association (TVA)                 | 1945      | Canada                  |                                                                                               |
| Tutmonda Esperantista Vegetarana Asocio (TEVA)       | 1908      | Wereld                  | Opgericht in Duitsland                                                                        |
| Vegan Awareness Foundation                           | 1995      | Verenigde Staten        | Ook bekend als Vegan Action                                                                   |
| Vegan Ireland: The Vegan Society of Ireland          | 2009      | Ierland                 |                                                                                               |
| Vegan Outreach                                       | 1993      | Verenigde Staten        |                                                                                               |
| Vegan Prisoners Support Group (VPSG)                 | 1994      | Verenigd Koninkrijk     |                                                                                               |
| Vegetarian Society                                   | 1847      | Verenigd Koninkrijk     |                                                                                               |
| Vegetarian Society (Singapore) (VSS)                 | 1999      | Singapore               |                                                                                               |
| Viva                                                 | 1994      | Verenigd Koninkrijk     |                                                                                               |
| Vegan World Alliance (VWA)                           | 2019      | Wereld                  |                                                                                               |

## Campagnes en evenementen
- Dagen Zonder Vlees
- VeganChallenge
- Veganmania
- VegFest
- Veggie Fair
- VeggieChallenge
- VeggieWorld
- Vleesloze dag